# Intérieur rouge de Venise
Intérieur rouge de Venise est un tableau réalisé par le peintre français Henri Matisse en 1946 à Vence, dans les Alpes-Maritimes. Partie de sa série dite des Intérieurs de Vence, cette huile sur toile représente un intérieur dans une palette saturée par le rouge de Venise (it) mais que perce toutefois le jaune d'un vase, d'un verre et de fruits posés sur un guéridon. Acquise auprès de l'artiste par l'intermédiaire de Robert Giron en 1948, cette œuvre est conservée aux musées royaux des Beaux-Arts de Belgique, à Bruxelles. 